# Nord Stage

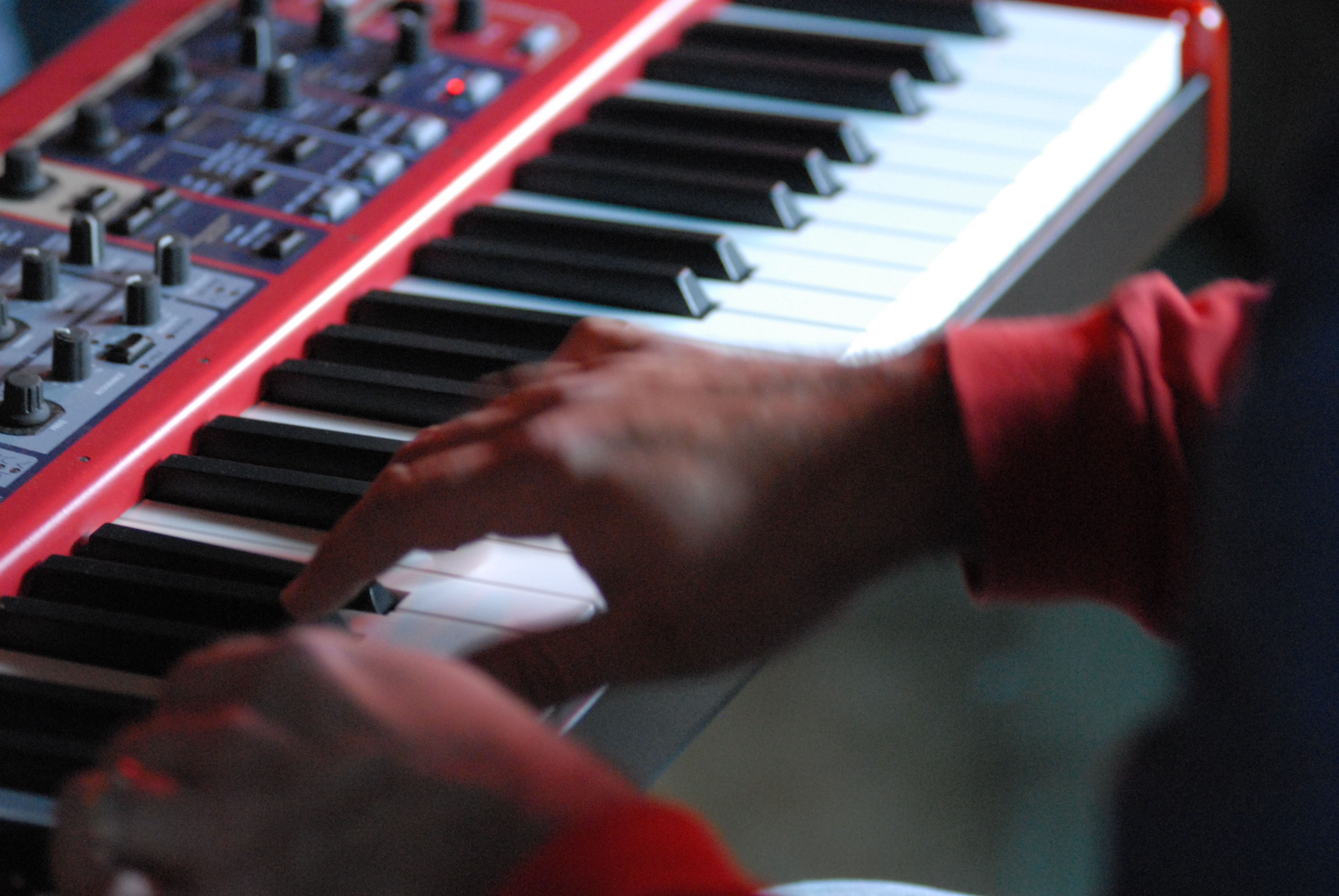
En Nord Stage 88 spelas.

Nord Stage är ett digitalt keyboard och digitalpiano som tillverkas av Clavia Digital Music Instruments på Södermalm i Stockholm. Instrumentet finns i sex generationer: den ursprungliga Nord Stage (2005), Nord Stage EX (2008), Nord Stage 2 (2011), Nord Stage 2 EX (2015), Nord Stage 3 (2017) och Nord Stage 4 (2023).
Nord Stage bygger på tidigare keyboards från Clavia och innehåller liknande emuleringar av klassiska elektromekaniska klaviaturinstrument såsom Hammondorgel och elpianon. Det finns ytterligare funktionalitet i Stage-serien, såsom en viktad och anslagskänslig pianoliknande klaviatur på vissa modeller, en synthesizersektion (baserad på Nord Lead), en mer mångsidig orgelsektion och en utökad sektion för effektbearbetning. Nord Stage är ett multitimbralt instrument, vilket innebär att det kan spela mer än ett ljud samtidigt, antingen genom att dela upp den interna klaviaturen eller ansluta en extern MIDI-kontroller.
Nord Stage 2 och 3 har också förmågan att spela samplat ljud, vilket gör att den kan återskapa funktionaliteten hos en Mellotron eller Chamberlin. Individuella samplingar kan laddas ner från Clavias hemsida och det har dessutom växt fram en användarcommunity som skapar nya virtuella instrument och ljud.

## Historia
År 2005 hade Clavia nått kommersiella framgångar med sin synt Nord Lead, som emulerade analoga syntar, och den virtuella elektromekaniska klaviaturen Nord Electro, som emulerade Hammondorgel och elpianon från Rhodes och Wurlitzer. Målet med Nord Stage var att kombinera dessa två teknologier till ett flaggskeppsinstrument.
Nord Stage lanserades i april 2005 vid Musikmässan i Frankfurt. En full version med 88 viktade pianotangenter, Stage 88, började levereras i juli 2005, en version med 76 viktade tangenter, Stage 76, tillkännagavs på NAMM-mässan i januari 2006 och en halvviktad version med 73 tangenter, Stage Compact, började levereras i augusti 2006. Därefter släpptes en utökad version, Nord Stage EX, i november 2008. Den versionen hade bland annat en utökad minnesstorlek.
En reviderad utgåva, Nord Stage 2, lanserades i september 2011 och hade bland annat en förbättrad synthesizermodell och samplerfunktionalitet som hämtades från Nord Wave. De tre modellerna av Stage 2 är HA-88 med 88 helviktade tangenter, HA-76 med 76 viktade tangenter, och SW-73 med innehåller 73 halvvägda tangenter. En uppdaterad modell, Stage 2 EX, med utökad minneskapacitet, tillkännagavs 2015.
Nord Stage 3-serien släpptes i april 2017. Den har fördubblat minne för pianosektionen (2 GB) och utökat sampelminne (480 MB). Den har också syntmotorn Lead A1 och orgelmotorn C2D. Modellerna för Stage 3 är Nord Stage 3 88, med 88 "Hammer Action"-pianotangenter, den mindre och lättare HP 76, med 76 "Hammer Action Portable"-tangenter, och Compact, med 73 halvvägda tangenter av vattenfallstyp, som liksom Electro 5D har fysiska dragreglage för orgeldelen.
I februari 2023 lanserades Nord Stage 4. Den har en ny effektsektion, en tredje syntpanel och ett 1 GB stort syntsampelminne. Dess syntmotor är baserad på Nord Wave 2 istället för Nord Lead A1-motorn som användes i den tidigare modellen. Tangentbädden uppdaterades och har nu tre sensorer per tangent. Nord Stage 4 säljs i tre storlekar: en version med 88 viktade "Hammer Action"-tangenter, en version med 73 viktade "Hammer Action"-tangenter och en version med 73 halvviktade tangenter av vattenfallstyp.
Precis som alla andra Nord-keyboards är Stage-versionens metallpanel klarröd. Stage har också samma röda träpaneler som Nord Electro.
| Version    | Samplingsminne för piano | Pianopolyfoni (stereo/mono) | Samplingsminne för synt | Syntpolyfoni | År   |
| ---------- | ------------------------ | --------------------------- | ----------------------- | ------------ | ---- |
| Stage      | 128 MB                   | 40/60                       | —                       | 16           | 2005 |
| Stage EX   | 256 MB                   | 40/60                       | —                       | 16           | 2008 |
| Stage 2    | 500 MB                   | 40/60                       | 380 MB                  | 18           | 2011 |
| Stage 2 EX | 1 GB                     | 40/60                       | 380 MB                  | 18           | 2015 |
| Stage 3    | 2 GB                     | 120                         | 480 MB                  | 34           | 2017 |
| Stage 4    | 2 GB                     | 120                         | 1 GB                    | 48           | 2023 |

## Ljudsektioner
Nord Stage är uppdelad i tre ljudgrupper: en orgelsektion, en pianosektion och en syntsektion. Varje sektion kan spelas oberoende eller samtidigt som en annan, tilldelas specifika tangentområden på klaviaturen (splitting) och mixas genom oberoende volymkontroller.

### Orgelsektion

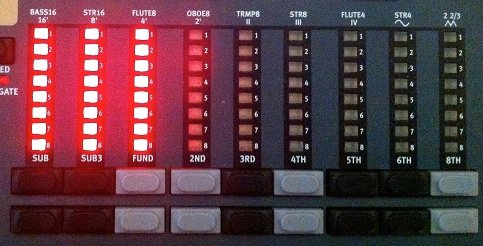
LED-baserade "dragreglage" i Nord Stages orgelsektion.

Orgelsektionen på en Nord Stage tillhandahåller fysiska modeller av tre elektriska orglar: Hammond B3, Vox Continental och Farfisa Compact. Istället för fysiska dragreglage har orgelsektionen "dragknappar" med en uppsättning röda LED-rader för att indikera positionen för varje dragreglage från 0 (helt inskjuten) till 8 (helt utdragen). När orgelemuleringar av Hammond- och Vox-typ är valda tänds fler lysdioder ju fler gånger man trycker på "ned"-knappen på reglaget, för att visuellt efterlikna ett dragreglage som dras ut, medan ett tryck på "upp"-knappen gör det omvända. Eftersom en riktig Farfisa-orgel väljer ljud via vippknappar istället för dragreglage beter sig dragknapparna som vippknappar när Farfisa-emuleringen väljs på en Nord Stage. Standarduppsättningen av slagverk, kör och vibratoinställningar som finns på var och en av de tre orglarna är tillgängliga och en roterande högtalaremulering (liknande en Leslie-högtalare) med valbar hastighet är också tillgänglig. Orgelsektionen är helt polyfonisk. Den mer orgelvänliga versionen Stage 3 Compact har riktiga fysiska dragreglage istället för de LED-baserade "dragknapparna" som finns på övriga mer piano- och syntinriktade versioner av Stage 3. De fysiska reglagen ger användaren en betydligt mer exakt och responsiv kontroll av klangen på orgelljudet i realtid än de LED-baserade knapparna.

### Pianosektion
Pianosektionen använder samplingar av akustiska och elektromekaniska pianon. Stages inbyggda minne gör att flera samplingsset kan installeras samtidigt. Medan ytterligare samplade pianoset finns tillgängliga som gratis nedladdningar från Clavias webbplats, levereras Stage med samplade flygelpianon av typerna Yamaha C7 och Steinway Concert Model D samt upprättstående pianon från Svenska Pianofabriken och Yamaha (modellen M5J). Medföljer gör också samplingar av ett Yamaha CP80-piano, ett Rhodes-piano, ett Wurlitzer-pian och ett Hohner Clavinet. "Clav EQ"-knappar låter användaren justera ljudet på Clavinet. De akustiska pianoljuden utgörs av stereosamplingar som kan växlas manuellt till "Mono Mode". Samtliga kan spelas med 40-toners polyfoni. Elektriska pianosamplar är gjorda i mono-format och kan spelas med 60 toners polyfoni.

### Syntsektion

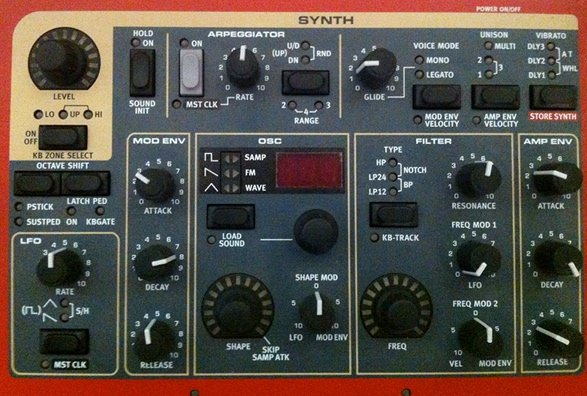
Synthesizerpanelen på en Nord Stage.

Den inbyggda Stage-synten kombinerar vågtabellsyntes med analoga oscillatorer och FM-syntes för att skapa ljud. Synthsektionen är polyfonisk med 16 toner.
Nord Stage 2 introducerade den extra möjligheten att fungera som en sampler och spela upp förinspelade instrumentljud. Samplingar kan laddas ner från både Clavias och tredjepartswebbplatser och installeras med hjälp av ett program som körs på en PC eller Mac. Bland proverna som ingår som standard med Nord Stage 2 och 3 finns Mellotron- och Chamberlin som licensierats till Clavia.. Användare kan också skapa sina egna samplingar och ladda in dem i Stage-keyboardet med hjälp av de medföljande verktygen.

### Extern sektion
Den externa sektionen, till skillnad från de andra, genererar inte direkt ljud. Istället tillåter det användare att styra annan utrustning ansluten via MIDI. Vanliga parametrar som zon, kanal och volym kan styras från Stage-keyboardet.

## Andra funktioner

### Effekter
Sektionens effektsektion är en utbyggnad av Nord Electros effektenhet. Här finns Electrons moduleringseffekter (tremolo, auto-pan, ringmodulation, auto-wah och två manuella wahalgoritmer), "stomp box"-effekter (phaser, flanger och chorus) plus Stage-specifika tillägg såsom en delaymodul, förstärkarmodellering (Wurlitzer-högtalare, Fender Twin Reverb och Roland Jazz Chorus), overdrive-effekter en 3-bandig EQ. Piano-, orgel- och syntsektionen kan styras oberoende till varsin effektuppsättning genom dessa grupper. Två mastereffekter ingår – en enkel kompressor och ett reverb med fem algoritmer.

### Program
Ljud kan lagras som "program" i Nord Stage, vilket innebär att instrumentkällan, effekttyper och inställningar sparas. Det finns 400 lagringsplatser – 4 banker med 100 program var – som kan skrivas över med användarens egna program. Det finns därtill 300 oberoende lagringsplatser för syntpatchar.

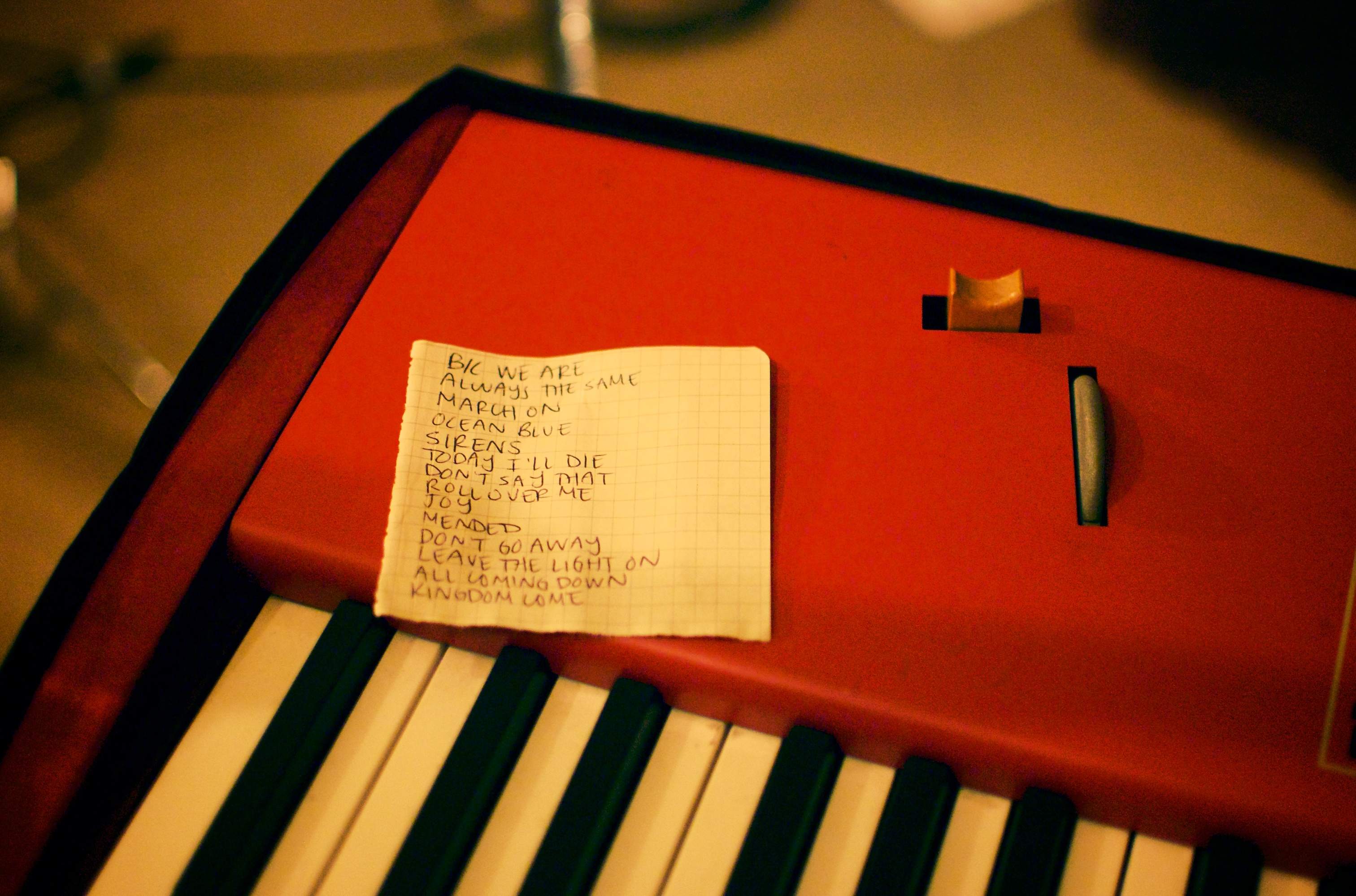
Den vänstra sidan av en Nord Stage 88, med sin "tonpinne" (pitch stick) i trä och sin keramiska moduleringsratt.

### Styrenheter och tillbehör
Nord Stage har en fjädermonterad "tonpinne" som är gjord i trä och styr tonhöjden samt en keramisk moduleringsratt, liknande den hos Nord Lead och Nord Modular.
Kontakterna på baksidan av Nord Stage tillåter anslutning av en sustainpedal, en pedal för crescendosvällare för orgel, en kontrollpedal för att välja emuleringshastighet för roterande högtalare och en kontrollpedal för att modifiera effekter som wah-wah. En uppsättning inskruvade ben finns som tillval för modellerna med 88 och 76-tangenter.